# Земцов, Аркадий Семёнович
Арка́дий Семёнович Земцо́в (6 августа 1930, Верески, Нижегородский край — 22 июля 2021, Киров) — сборщик автомобильных покрышек Кировского шинного завода Министерства нефтеперерабатывающей и нефтехимической промышленности СССР. Герой Социалистического Труда (1976), почётный гражданин города Кирова.

## Биография
Аркадий Семёнович Земцов родился в деревне Верески (Расхватаевская).
Несовершеннолетний Аркадий, окончив начальную школу, в Великую Отечественную войну пошёл работать в колхоз и заменил ушедшего на фронт отца. Наравне со взрослыми работал в местном колхозе.
В 1947 году окончил железнодорожное училище № 1 (Киров), получив специальность «слесарь по ремонту железнодорожных вагонов»; работал в вагонном депо станции Шахунья. Окончил технологический техникум.
В 1950—1954 годы служил в пограничных войсках.
С 1954 года работал сборщиком автопокрышек на Кировском шинном заводе. Плановое задание 8-й пятилетки (1966–1970) А. С. Земцов выполнил досрочно, собрав более 15 тысяч сверхплановых автопокрышек. Ежедневно выполнял сменную норму на 150 процентов, стабильно затрачивая на сборку каждой покрышки 9 минут с разницей в 4 секунды. По итогам 8-й пятилетки он был награждён орденом Ленина.
Взяв повышенные обязательства - плановое задание 9-й пятилетки (1971—1975) выполнить за 3 года 4 месяца, Аркадий Семёнович выполнил их досрочно за 2 года 7 месяцев.
Указом Президиума Верховного Совета СССР от 10 марта 1976 года за выдающиеся заслуги в выполнении заданий девятой пятилетки, достижение наивысших показателей в работе и большой вклад в развитие нефтеперерабатывающей и нефтехимической промышленности, Земцову Аркадию Семёновичу присвоено звание Героя Социалистического Труда с вручением ордена Ленина и золотой медали «Серп и Молот».
Был неоднократно награждён государственными наградами. С 1985 по 1993 год занимал должность инструктора по производственному обучению.
Неоднократно избирался депутатом районного, городского и областного Советов народных депутатов, членом горисполкома и облисполкома.
Вышел на пенсию в 1985 году, но и потом не терял связи с родным заводом. 10 лет готовил кадры в качестве инструктора производственного обучения. Принимал самое активное участие в общественной жизни завода и города, многократно избирался депутатом районного, городского и областного Советов народных депутатов, членом горисполкома и облисполкома.
За выдающиеся производственные успехи и активную общественную деятельность в 1986 г. Аркадию Земцову присвоено звание «Почётный гражданин города Кирова».
Проживал в Кирове, ул. Ленина, 45.

## Награды
- орден Ленина (20.04.1971)
- орден Ленина (10.03.1976),
- орден Октябрьской Революции (3.6.1986)
- орден Трудового Красного Знамени (6.4.1981),
- почётный гражданин города Кирова (17.2.1986) — за выдающиеся производственные успехи и активную общественную деятельность,
- медали[2][6].
- Медаль «В ознаменование 100-летия со дня рождения Владимира Ильича Ленина»
- Медаль «За доблестный труд в Великой Отечественной войне 1941—1945 гг.»
- медали Выставки достижений народного хозяйства (ВДНХ)
- и другими

## Память
- В 1987 году на КШЗ учреждена ежегодная премия и переходящий приз им. А. С. Земцова.

## Комментарии
1. ↑  Деревня Верески входила в состав Больше-Скопинского сельсовета Верховинского района; не сохранилась[3], ныне — урочище (N 58,9833° E 49,1833°)[4] на территории Юрьянского района Кировской области.